# オリジナル・サウンドトラック ザ・ハングマン
『オリジナル・サウンドトラック「ザ・ハングマン」』は、朝日放送系テレビドラマ『ザ・ハングマン』で使用された音源をアルバム化したものである。1987年にLPレコードでのアルバムとして発売された。

## 解説
主題歌「だまって俺についてこい」「あ・れ・か・ら」、挿入歌「I Love You」3曲を収録。
詳細な番組解説、曲目解説、スチール、スタッフを掲載。
初回特典では、B2ポスターがついた（LP版のみ）。

## 収録曲
全作曲・編曲：若草恵（注記以外）

### A面
1. Ⅵ・Opening - Tokyo City（4分43秒）
2. Trusting To Heaven（2分19秒）
3. Love's Theme（2分55秒）
4. Executioner（4分38秒）
5. Across The Deadline（2分09秒）
6. I Love You（4分24秒）
  - 歌・作詞：火野正平、作曲：馬場孝幸
7. だまって俺についてこい（2分27秒）
  - 歌：火野正平、作詞：青島幸男、作曲：萩原哲晶

### B面
1. Ⅰ・Opening - Scoundrel Hunter（2分14秒）
2. Black Forever（5分09秒）
3. Ⅲ・Opening - Stardust（3分33秒）
4. Ⅳ・Opening - Brick Avenue - V Opening（3分04秒）
5. A・RE・KA・RA（4分02秒）
  - 作曲：文田博資
6. Hangman's Theme（2分15秒）
7. あ・れ・か・ら（4分16秒）
  - 歌・編曲：ヒロスケ、作詞・作曲：文田博資

## オリジナル・サウンドトラック ザ・ハングマン VOL.2

### 解説
VOL.1は音楽アルバムという観点から制作され、楽曲集としてはかなり完成度の高いアルバムに仕上がっていた。しかしながらそうした企画意図は、お馴染みの短いBGMを落とさなくてはならないという結果となり、不満の点があったと思う。そこでこのVOL.2は本来のBGM集という形をとり、音楽性よりも番組の流れや展開をふまえた構成をとっている。

### 収録曲
全作曲・編曲：若草恵（注記以外）

#### A面
1. ザ・ハングマン・オープニングナレーション①〜あ・れ・か・ら <inst>（2分29秒）
  - ナレーション：森山周一郎
2. 七つの黒バラ（4分14秒）
3. ザ・ハングマン・オープニングナレーション②～ゴッドのテーマ（2分23秒）
4. 漂泊の挽歌（2分28秒）
5. ハングマン Ⅱ・オープニングナレーション（1分10秒）
  - ナレーション：天知茂
6. 都会の夜にまぎれて（2分49秒）
7. 新ハングマン・オープニングナレーション～孤独のゲーム（4分20秒）
  - ナレーション：平田昭彦
8. 遊撃手（2分40秒）
9. 絆 Forever <inst>（55秒）
  - 作曲：山本恭司

#### B面
1. ハングマン4・オープニング＜ロングヴァージョン＞〜行動開始（3分07秒）
2. 琥珀の街（1分30秒）
3. ハングマン・オープニング＜ロングヴァージョン＞～天誅の拳（2分21秒）
4. Mrs. Splendor（1分58秒）
5. ハングマン Ⅵ・オープニング〜乾いた蜃気楼（3分43秒）
6. 悪の蓋世（3分27秒）
7. Peacefull City（1分34秒）
8. 東京ジャングル（1分59秒）
9. 雑踏の中へ（4分29秒）
10. だまって俺についてこい＜TVサイズ＞（1分37秒）
  - 歌：火野正平、作曲：萩原哲晶

## ザ・ハングマン 燃える音楽簿

### 解説
これまでに発表されていたBGM・主題歌に加え、未発表曲も追加収録した再構成盤。

#### Disc1
全作曲・編曲：若草恵（注記以外）
ザ・ハングマン
1. オープニング・ナレーション1（49秒）
  - ナレーション：森山周一郎
2. あ・れ・か・ら （インストゥルメンタル）（1分44秒）
3. 事件勃発～ゴッドのテーマ（1分40秒）
4. 七つの黒バラ（4分18秒）
5. ブラック・フォーエヴァー（5分12秒）
6. オープニング・ナレーション2（48秒）
  - 歌：ヒロスケ
7. ダイナマイト（3分21秒）
8. ザ・ハングマン・テーマ（2分17秒）
9. 漂泊の挽歌（2分31秒）
10. あ・れ・か・ら（4分19秒） 
  - 歌：ヒロスケ

ザ・ハングマン2
1. オープニング・ナレーション（49秒）
  - ナレーション：森山周一郎
2. スカウンドレル・ハンター（1分28秒）
3. スターダスト（2分46秒）
4. 都会の夜にまぎれて（2分52秒）
5. A・RE・KA・RA（4分04秒）
6. 煌めく陽光（2分11秒）
7. ミッドナイト フライヤー（4分41秒） 
  - 歌：滝ともはる、作詞・作曲：Paul O’Gorman（ポール・オゴーマン）、Steve Groves（スティーブ・グローブス）、日本語詞：滝ともはる、編曲：丸山恵市

新ハングマン
1. オープニング・ナレーション（1分09秒）
  - ナレーション：天知茂
2. 孤独のゲーム（1分24秒）
3. エイジェント（2分09秒）
4. キズナ・フォーエヴァー（2分30秒）
5. 遊撃手（2分43秒）
6. 絆フォーエヴァー（4分30秒）
  - 歌・演奏・編曲：BOWWOW、作詞：森雪之丞、作曲：山本恭司

ザ・ハングマン4
1. オープニング・ナレーション（48秒）
  - ナレーション：フランキー堺
2. ブリック・アヴェニュー（1分13秒）
3. オープニングテーマ （ロングヴァージョン）～行動開始!（3分09秒）
4. 虎視眈々（1分39秒）
5. 緊急指令、トラ・トラ・トラ!（2分36秒）
6. 戦士の休日（1分34秒）
7. ありがたや節（3分48秒） 
  - 歌・編曲：KAJA、作詞：浜口庫之助（補：藤巻直哉）、作曲：不詳（採譜：森一也）

#### Disc2
全作曲・編曲：若草恵（注記以外）
ザ・ハングマン5
1. オープニング・ナレーション1（1分04秒）
  - ナレーション：中山千夏
2. 琥珀の街（1分31秒）
3. 華麗なる追跡者（2分51秒）
4. オープニング・ナレーション2（1分03秒）
  - ナレーション：春やすこ
5. 蝶のように蜂のように（1分07秒）
6. オープニングテーマ （別テイク）～天誅の拳（2分24秒）
7. 緑美園の午後（1分30秒）
8. Mrs.スプレンダー（1分59秒）
9. 零心会のズンドコ節（2分59秒）
  - 歌：零心会、作詞：中西冬樹、作曲：不明、編曲：水谷公生

ザ・ハングマン6
1. オープニング・ナレーション（59秒）
  - ナレーション：小林克也
2. 欲望渦巻く大都会（2分38秒）
3. トウキョウ・シティ（3分11秒）
4. エクスキューズナー（4分40秒）
5. 悪の蓋世（3分31秒）
6. 潜入・標的を探れ!（1分04秒）
7. トラスティング・トゥ・ヘヴン（2分21秒）
8. ラヴ・テーマ（2分57秒）
9. 東京ジャングル（2分01秒）
10. 乾いた蜃気楼（2分48秒）
11. 作戦準備～セイ・チーズ（1分15秒）
12. アクロス・ザ・デッドライン（2分12秒）
13. オープニングテーマ （ロングヴァージョン）（1分36秒）
14. 雑踏の中へ（4分27秒）
15. アイ・ラヴ・ユー（4分26秒）
  - 歌：火野正平

ハングマン・ゴーゴー
1. オープニングテーマ（59秒）
2. ワルい奴ら（2分17秒）
3. ダブル探索す（2分3秒）
4. 悪党退治大作戦（2分46秒）
5. カム・アロング・ウィズ・ミー（1分57秒）
6. パースフル・シティ（1分34秒）
7. だまって俺についてこい（2分31秒）
  - 歌：火野正平

ボーナス・トラック
1. 「ザ・ハングマン」「ザ・ハングマン2」オープニングテーマ（48秒）
2. 「新ハングマン」オープニングテーマ（50秒）
3. 「ザ・ハングマン4」オープニングテーマ（50秒）
4. 「ザ・ハングマン5」オープニングテーマ（1分5秒）
5. 「ザ・ハングマン6」「ハングマン・ゴーゴー」オープニングテーマ（58秒）